# Maksymilian Tytus Huber

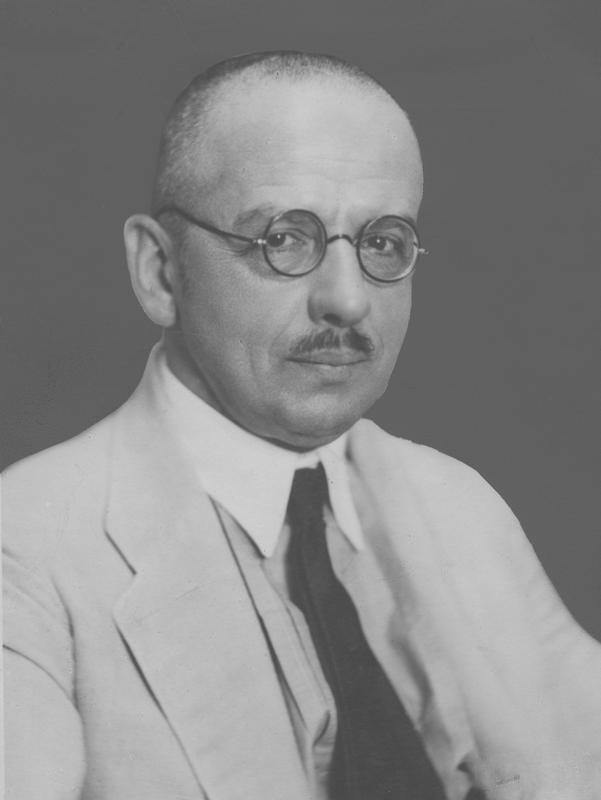
Maksymilian Tytus Huber

Maksymilian Tytus Huber  (* 4. Januar 1872 in Krościenko nad Dunajcem, Galizien, Österreich-Ungarn; † 9. Dezember 1950 in Krakau, Polen) war ein polnischer Bauingenieur.
Huber studierte 1889 bis 1884 am Polytechnikum in Lemberg, wobei er schon als Student wissenschaftlich veröffentlichte. Nach dem Wehrdienst studierte er ein Jahr an der Universität Berlin (Mathematik und Astronomie). Danach war er ein Jahr Assistent in Lemberg und unterrichtete dann in Krakau. 1908 wurde er Professor am Polytechnikum in Lemberg. Im Ersten Weltkrieg kam er in russische Kriegsgefangenschaft und traf an der Universität Kasan Boris Galerkin und Stephen Timoshenko. 1922/23 war er Rektor des Lemberger Polytechnikums. Während der deutschen Besatzung beteiligte er sich an der Untergrunduniversität und nach dem Krieg baute er die Mechanik an der ehemaligen TH Danzig auf. 1949 wurde er Professor am AGH in Krakau.
1904 veröffentlichte er seine Festigkeitshypothese (ähnlich denen von Richard von Mises von 1913 und Heinrich Hencky von 1923, die aber Hubers Arbeit nicht kannten) und seine Stoßtheorie (Gegenstand seiner Dissertation). Er entwickelte auch eine Theorie orthotroper Platten.
Mit Waclaw Olszak und Witold Nowacki gilt er als Gründer der polnischen Schule der angewandten Mechanik.

## Schriften
- Wahre Verformungsarbeit als Maß für materielle Spannung (Polnisch), Lemberg 1904
- Zur Berührung fester elastischer Körper, Annalen der Physik, Band 14, 1904, S. 153–163
- Die Grundlagen einer rationellen Bemessung der kreuzweise bewehrten Eisenbetonplatte, Österreichische Ingenieur- und Architekten-Zeitschrift, Band 66, 1914, S. 557–564
- Theorie und technische Anwendung orthotroper Platten (Polnisch), Lemberg 1921
- Die Theorie der kreuzweise bewehrten Eisenbetonplatten nebst Anwendungen auf mehrere bautechnisch wichtige Aufgaben über rechteckige Platten, Bauingenieur, Band 4, Heft 12, 13, 1923
- Über die Biegung einer rechteckigen Platte von ungleicher Biegungssteifigkeit in der Längs- und Querrichtung bei einspannungsfreier Stützung des Randes  (Mit besonderer Berücksichtigung der kreuzweise bewehrten Betonplatten), Der Bauingenieur, Band 5, 1924, Nr. 9, 10
- Über die Biegung einer sehr langen Eisenbetonplatte, Bauingenieur, Band 6, 1925, Nr. 1, 2
- Vereinfachte strenge Lösung der Biegungsaufgabe einer rechteckigen Eisenbetonplatte bei geradlinig freier Stützung aller Ränder, Der Bauingenieur, Band 7, 1926, Nr. 7, 8, 9
- Probleme der Statik technisch wichtiger orthotroper Platten (Polnisch), Warschau 1929